# Stellaria celsa
Stellaria celsa är en nejlikväxtart som beskrevs av Pierfelice Ravenna. Stellaria celsa ingår i släktet stjärnblommor, och familjen nejlikväxter. Inga underarter finns listade i Catalogue of Life.